# Inwarehouse
inWarehouse var en hemelektronikkedja som sålde märkesvaror inom data, förbrukningselektronik och hem-/fritidsprodukter till alla kundesegment via internetbutik. I ett tidigt skede fanns även en butik i Stockholm. Företaget grundades 1992 av Lars Nylinder och ingick under flera år i den amerikanska koncernen Micro Warehouse Inc, en internationell återförsäljare av IT-produkter. Under 2000 köptes bolaget av svenska investerare.
Under hösten 2001 förvärvades inWarehouse Invest AB av Business 2 Express AB (B2Xpress), moderbolag till PC Express och blev ett publikt noterat bolag på NGM Equity. Under 2004 flyttade bolaget till Nya Marknadens aktielista (numera First North). I slutet av samma år förvärvades e-handelsbolaget Apparat AB som utgjorde basen i bolagets satsning mot privatkonsumenter. 
I maj 2007 blev det klart att inWarehouse köps upp av hemelektronikkedjan Komplett som är en del av Komplett Group – en ledande skandinavisk aktör med tio nätbutiker. Komplett Group har 450 anställda och huvudkontor i Sandefjord - Norge. Omsättningen 2011 var 4 miljarder norska kronor. 
1 januari 2014 avvecklades varumärket inWarehouse till förmån för Komplett.